# Osówka (województwo lubelskie)
Osówka – wieś w Polsce położona w województwie lubelskim, w powiecie lubelskim, w gminie Niemce.
W latach 1975–1998 miejscowość administracyjnie należała do ówczesnego województwa lubelskiego.
Wieś stanowi sołectwo gminy Niemce. Według Narodowego Spisu Powszechnego z roku 2011 wieś liczyła 230 mieszkańców.
W grudniu 2018 roku na terenie miejscowości została utworzona Gminna Strzelnica Osówka na terenie wyrobiska po dawnej kopalni odkrywkowej piasku.
Zabudowania Osówki są skupione głównie przy drodze powiatowej łączącej Leśce z Krasieninem, a także na zachód od wsi Kawka przy drodze wojewódzkiej nr 809 (Kolonia Kawka Druga) i asfaltowej drodze gminnej zaczynającej się przy wymienionej wcześniej trasie, gdzie dalej przez gruntowe drogi można dojechać do Lesiec, Zofianu oraz miejscowej strzelnicy. 
Wierni Kościoła rzymskokatolickiego należą do parafii Narodzenia Najświętszej Maryi Panny i św. Sebastiana w Krasieninie.